# Verifiziert

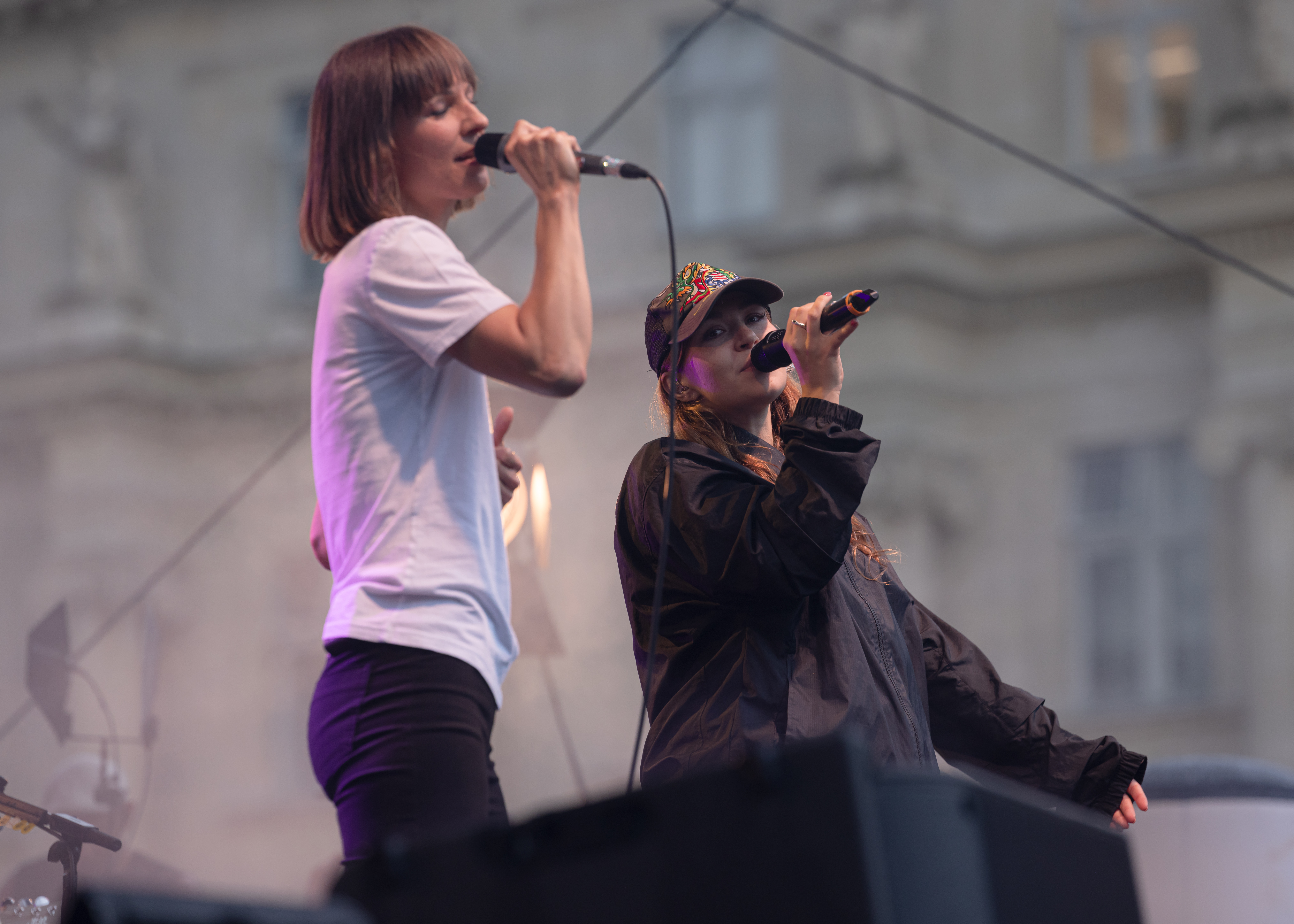
Verifiziert (rechts) mit Christina Stürmer am Popfest in Wien, 2025

Verifiziert (* 1996 in Wien; bürgerlich Verena Haselböck) ist eine österreichische Sängerin.

## Werdegang
Verifiziert wuchs in Wien auf, wo sie noch immer lebt.
Ende 2019 erschien mit Golf 4 die erste Single als Verifiziert zusammen mit Giacomo X. Der Künstlername leitet sich von ihrem Kosenamen Veri ab und war zum Zeitpunkt der Namensgebung auf Instagram noch nicht vergeben. Nach einigen weiteren Singleveröffentlichungen folgte 2020 die EP Sonntag 17:00. Am Ende des Jahres 2021 wurde die EP 40100 über Columbia Records veröffentlicht.
Verifiziert spielte unter anderem auf dem Frequency, dem Donauinselfest, dem Openair Frauenfeld, dem MS Dockville, dem Reeperbahn Festival und dem C/o pop. Außerdem gehörte sie zum Line-up von Yes We Care, einem von mehreren Zehntausend Menschen besuchten Benefizkonzert zugunsten der Opfer des russischen Überfalles auf die Ukraine 2022. Sie wurde im November 2021 von FM4 zum „Soundpark Act des Monats“ gekürt und erreichte Platz 30 der Jahresbestenliste des Senders. Darüber hinaus wurde sie im Rahmen der Amadeus-Verleihung 2022 in zwei Kategorien nominiert.
Am 2. März 2023 veröffentlichte Verifiziert ihr Debütalbum adhs. Es ist nach der Aufmerksamkeitsdefizit-/Hyperaktivitätsstörung benannt und soll auf die Thematik des Erwachsenen-ADHS bei Frauen aufmerksam machen, mit dem die Künstlerin lebt. Ihr zweites Album bulletholes erschien am 1. November 2024. Auf dem 13 Songs umfassenden Werk widmet sie sich unter anderem ihrer einstigen Essstörung, gescheiterten Beziehungen und der Suche nach Selbstakzeptanz.
Sie wurde als Kuratorin für das Popfest Wien 2025 ausgewählt.

## Stil
Der Stil von Verifiziert bewegt sich zwischen Lo-Fi-House, Reggaeton, Contemporary R&B und Cloud Rap. Sie selbst bezeichnet ihn als Cloud-Pop. Verglichen wird ihre Musik unter anderem mit der von Symba und Haiyti sowie dem frühen Sound von Yung Hurn.
Ihre deutschsprachigen Texte erzählen häufig von Alltäglichem, weil sie laut eigenen Angaben schon immer gerne Alltagssituationen romantisiert habe. Zu ihren Inspirationsquellen zählt sie Stefanie Sargnagel. Der Text zu Sommersprossen zitiert aus Nur ein Wort, der zu Schlaflos referenziert Barfuß am Klavier von AnnenMayKantereit.
Inhaltlich sind Autos bzw. Autofahren an sich ein wiederkehrendes Motiv.

## Diskografie

### Alben und EPs
- 2020: Sonntag 17:00 (EP)
- 2021: 40100 (EP[4], Columbia[20])
- 2023: adhs (Album, Columbia[13])
- 2024: bulletholes (Album, Columbia[15])

### Singles
- 2019: Golf 4 (feat. Giacomo X)
- 2019: Rubinrot (feat. Giacomo X)
- 2020: Butterflies
- 2020: Rote Gauloises
- 2020: Sommersprossen (feat. fiio)
- 2021: Schlaflos
- 2021: SOS
- 2021: Asphalt
- 2021: Rotkäppchen (feat. Florida Juicy, Longus Mongus)
- 2021: Tschick
- 2021: Hol dich ab
- 2021: Stromausfall (Live Session)
- 2022: Lady Boba
- 2022: Crash
- 2023: Suzuki Swift
- 2023: BTS
- 2023: Rufnummer Unbekannt (mit Food For Thought)
- 2023: Stadtlabyrinth
- 2023: Suzuki Swift Sport Remix (feat. Florida Juicy)
- 2024: Unterwegs (feat. prod.suki)
- 2024: nie vorbei
- 2024: blackout in der gegend
- 2024: Perfekte Welle (feat. Juli)
- 2025: Meer
- 2025: Ride or die
- 2025: Mkgee
- 2025: Blonded Radio

### Features bei anderen Künstlern
- 2022: GL +3 (Yugo feat. Verifiziert)
- 2022: Neben Dir (LIEBCOZY feat. Verifiziert, prodbypengg)
- 2023: Matin (01099 feat. Verifiziert; #2 der deutschen Single-Trend-Charts am 27. Oktober 2023[21])
- 2024: Zuhause (Kion feat. Verifiziert, Mo.Nomad)
- 2024: Unterwegs (DREAM DJ TEAM Remix) (DREAM DJ TEAM feat. Verifiziert, prod.suki)

## Belege
1. 1 2 3  Popfest Wien: Neues Kurator*innen-Team für 2025. In: ots.at. 13. November 2024, abgerufen am 13. November 2024.
2. 1 2 3 4 5  PULS Musik: Verifiziert: So bringt sie uns allen das Wiener Lebensgefühl näher + Interview || PULS Musikanalyse auf YouTube, 11. März 2021, abgerufen am 2. März 2022 (Laufzeit: 10:15 min).
3. ↑  Lisa Reitmann: Neue Single: VERIFIZIERT lässt uns mit „Hol dich ab“ mitfahren. In: eventim.de. 29. Oktober 2021, abgerufen am 2. März 2022.
4. 1 2  Hilde Mayer: Verifiziert nimmt uns mit auf die Taxifahrt durch ihr Leben: "40100" // EP. 11. November 2021, abgerufen am 3. März 2023 (deutsch).
5. ↑  
  - Verifiziert - FM4 Frequency Festival 2023 vom 17.-19. August 2023. Abgerufen am 17. August 2023.
  - Verifiziert – Donauinselfest 2022 vom 24.– 26. Juni 2022. Abgerufen am 27. September 2022.
  - Programm | Openair Frauenfeld 2022. Abgerufen am 27. September 2022.
  - Es wird elektronisch: neue DJs für das MS DOCKVILLE LINEUP. (PDF; 58,4 KB) Abgerufen am 27. September 2022.
  - 68 NEUE ACTS IM LIVE-PROGRAMM U.A. ALICE MERTON, KLAN, VERIFIZIERT | NEUE INFOS ZUR OPENING SHOW - Reeperbahn Festival. Abgerufen am 27. September 2022.
  - c/o pop Festival | Archiv. Abgerufen am 27. September 2022.
6. ↑  Yes, we care! 28. März 2022, abgerufen am 27. September 2022.
7. ↑  "Yes We Care": Zehntausende bei Ukraine-Benefizkonzert auf dem Wiener Heldenplatz. Abgerufen am 27. September 2022 (österreichisches Deutsch).
8. 1 2  Pure Melancholie und verzechte Nächte: Verifiziert ist unser Soundpark Act des Monats November. 1. November 2021, abgerufen am 2. März 2022.
9. ↑  Die FM4 Jahrescharts von 2021. 30. Dezember 2021, abgerufen am 27. September 2022.
10. ↑  Amadeus 2022: Die Nominierten stehen fest. 1. März 2022, abgerufen am 27. September 2022.
11. ↑  Wer soll den FM4 Award 2022 bekommen? 27. Januar 2022, abgerufen am 27. September 2022.
12. 1 2  Florian Kobler, wien.ORF.at: Wienerin veröffentlicht Popalbum „adhs“. 27. Februar 2023, abgerufen am 3. März 2023.
13. 1 2  adhs. 2. März 2023, abgerufen am 3. März 2023.
14. ↑  Verifiziert bringt neues Album heraus und geht 2025 auf Tournee. In: www.rollingstone.de. Mediahouse Berlin GmbH, 7. November 2024, abgerufen am 14. November 2024.
15. 1 2  bulletholes. 1. November 2024, abgerufen am 14. November 2024.
16. ↑  Die Newcomerin Verifiziert veröffentlicht mit ihrer Debüt-EP „Sonntag 17:00“ den Soundtrack fürs Wochenende. In: DIFFUS. 18. Oktober 2020, abgerufen am 2. März 2022 (deutsch).
17. 1 2  Verifiziert vertont den Sommer in Wien mit Lo-Fi-House. In: DIFFUS. 1. Juli 2020, abgerufen am 2. März 2022 (deutsch).
18. 1 2 3  Jennifer Metaschk: Verifiziert - "Schlaflos". In: 1LIVE. Westdeutscher Rundfunk, 2. April 2021, archiviert vom Original; abgerufen am 2. März 2022.
19. ↑  philip.dulle: Musikerin Verifiziert über "adhs": „Das muss nicht mehr vertuscht werden“. 3. März 2023, abgerufen am 3. März 2023.
20. ↑  40100. 11. November 2021, abgerufen am 28. September 2022.
21. ↑  Single Trending Charts. In: mtv.de. GfK Entertainment, 27. Oktober 2023, abgerufen am 28. Oktober 2023.

| Personendaten    | Personendaten                             |
| ---------------- | ----------------------------------------- |
| NAME             | Verifiziert                               |
| ALTERNATIVNAMEN  | Haselböck, Verena (wirklicher Name); Veri |
| KURZBESCHREIBUNG | österreichische Sängerin                  |
| GEBURTSDATUM     | 1996                                      |
| GEBURTSORT       | Wien                                      |